# 牙买加马隆人

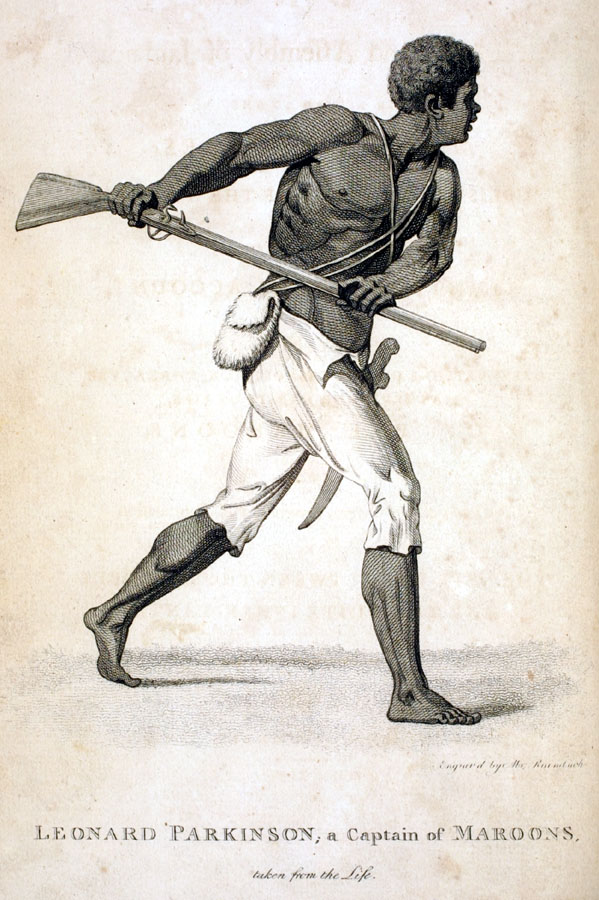
牙买加马隆人

牙买加马隆人 是牙买加殖民地境內挣脱奴隶制并在牙买加岛的多山内陆地区定居的黑人及其後代。
1655年，英格兰人入侵牙买加岛，之后继续将黑人奴隸运到岛上，让他们在甘蔗种植园劳作。被掳到牙买加的非洲黑人曾不断地抵抗奴隶主，很多人都挣脱了束缚，成为马隆人。奴隶暴动扰乱了牙买加的蔗糖经济，该产业因此盈利减少。